# Prototrochus
Genre
Prototrochus est un genre d'holothuries (concombres de mer) abyssales de la famille des Myriotrochidae.

## Systématique
Le genre Prototrochus a été créé en 1982 par les zoologistes russes, spécialistes des échinodermes, Gueorgui Mikhaïlovitch Belyaev (d) (1913-1994) et Alexandr Nikolaevich Mironov (d) (1945-).

## Description
Ce sont de petites holothuries vagiles de forme allongée, munies de nombreux tentacules buccaux digités. Elles n'ont ni podia ni canaux radiaux. Elles n'ont pas non plus d'appareil respiratoire, et respirent directement à travers leur peau. Leurs ossicules sont en forme de roues à huit rayons ou plus. 
Ce sont des holothuries abyssales extrêmes, et sans doute l'un des groupes d'échinodermes vivant le plus profond. Le record pourrait être détenu par Prototrochus bruuni, identifiée à 10 190 mètres de profondeur dans la fosse des Philippines.

## Liste des genres
Selon World Register of Marine Species (11 juillet 2014) :
- Prototrochus angulatus (Belyaev & Mironov, 1977)
- Prototrochus australis (Belyaev & Mironov, 1981)
- Prototrochus barnesi O'Loughlin & VandenSpiegel, 2010
- Prototrochus belyaevi Smirnov, 1997
- Prototrochus bipartitodentatus (Belyaev & Mironov, 1978)
- Prototrochus bruuni (Hansen, 1956)
- Prototrochus burni O'Loughlin in O'Loughlin & VandenSpiegel, 2007
- Prototrochus geminiradiatus (Salvini-Plawen, 1972)
- Prototrochus kurilensis (Belyaev, 1970)
- Prototrochus linseae O'Loughlin & VandenSpiegel, 2010
- Prototrochus mediterraneus Belyaev & Mironov, 1982
- Prototrochus meridionalis (Salvini-Plawen, 1977)
- Prototrochus minutus (Östergren, 1905)
- Prototrochus staplesi O'Loughlin in O'Loughlin & VandenSpiegel, 2007
- Prototrochus taniae O'Loughlin in O'Loughlin & VandenSpiegel, 2007
- Prototrochus wolffi (Belyaev & Mironov, 1977)
- Prototrochus zenkevitchi (Belyaev, 1970)